# Crown M
La Crown M era una nave traghetto costruita nel 1966 in Germania, appartenuta con questo nome alla compagnia greca Marlines dal 1991 al 1999.

## Caratteristiche
Originariamente la nave poteva essere utilizzata sia come nave da crociera che come traghetto, potendo trasportare 350 passeggeri nella prima configurazione e 693 persone e 200 automobili nella seconda. Era inoltre in grado di trasportare grandi quantità di frutta, caricata nel viaggio di ritorno dalle Canarie al Regno Unito. Lunga 141 metri e larga 20, aveva una stazza lorda di 9.499 tonnellate e poteva raggiungere i 23 nodi di velocità grazie a due motori Crossley-Pielstick; era dotata di due eliche a pale fisse e di un bow-thruster a prua.
Dopo essere stata venduta alla Marlines nel 1990 la nave fu convertita definitivamente in traghetto (contrariamente alla gemella che compì il percorso inverso). Furono aumentati i posti letto (da 350 a 595), mentre i passeggeri e le automobili trasportabili passarono rispettivamente a 1.800 e 350, con un aumento della stazza a 11.497 tonnellate.

## Servizio
La nave fu varata il 3 marzo 1966 ai Flender Werke di Lubecca, venendo consegnata il 25 giugno dello stesso anno alla Fred. Olsen Cruise Lines. La Fred Olsen aveva un accordo con la norvegese BDS, secondo il quale la prima compagnia avrebbe utilizzato la nave da ottobre a maggio per compiere crociere dall'Inghilterra alle Isole Canarie e Madeira con il nome di Black Watch, mentre la seconda l'avrebbe impiegata come traghetto tra maggio e ottobre sulla linea Newcastle - Bergen con il nome di Jupiter. L'unica eccezione a questa routine fu la stagione estiva 1976, quando la nave fu impiegata tra Bergen, Amburgo e Cuxhaven, tornando dall'anno successivo sulla rotta originaria.
A partire dal 1982, in estate la nave fu noleggiata alla compagnia danese DFDS, continuando a collegare Bergen con Newcastle. Nel 1984 fu spostata sui collegamenti tra Svezia, Danimarca e Inghilterra, con scali a Göteborg, Esbjerg e Newcastle. Il 28 maggio dello stesso anno, mentre la Jupiter si trovava nei pressi di Esbjerg, si sviluppò un incendio in sala macchine, che costrinse a delle riparazioni nei cantieri Blohm & Voss di Amburgo. La nave rientrò regolarmente in servizio un mese dopo.
Nel 1986 fu ceduta alla Norway Line, prendendo definitivamente il nome di Jupiter. Dopo essere stata utilizzata come albergo galleggiante a Bergen nell'inverno 1986-1987, riprese l'alternanza tra collegamenti estivi fra Inghilterra e Norvegia e crociere invernali verso le Canarie. Nel 1990 la Norway Line confluì nella Color Line e dopo pochi mesi la Jupiter fu ceduta alla compagnia di navigazione greca Marlines.
Rinominata Crown M, la nave entrò in servizio nel 1991 su una lunga rotta che collegava Ancona con Cipro passando per Igoumenitsa, Patrasso, Creta e Rodi; nel 1993 gli scali a Rodi e Limassol furono eliminati, mentre l'anno successivo la nave passò sulla linea tra Bari, Igoumenitsa e Patrasso. Nelle tre stagioni successive la Crown M collegò Ancona con Igoumenitsa e Patrasso e nel settembre 1997 la nave fu disarmata ad Eleusi, senza più riprendere servizio.
Nel 2000 il traghetto fu ribattezzato Byblos e nel 2001 fu utilizzato come nave-albergo in occasione del G8 di Genova, ma ad eccezione di questa breve parentesi la nave rimase in disarmo in Grecia fino al 2005, quando fu rinominata Crown, ridipinta e rimorchiata fino a Dubai, dove fu utilizzata come alloggio per i lavoratori al progetto Palm Jumeirah. A luglio 2008 il traghetto fu venduto per la demolizione in India.

### Tabella riassuntiva
| Anni                        | Nome        | Compagnia                | Rotta | Note                                                         |
| --------------------------- | ----------- | ------------------------ | --- | ------------------------------------------------------------ |
| estate 1966 - 1981          | Jupiter     | BDS                      | Bergen - Newcastle (1976: rotta cambiata in Bergen - Amburgo - Cuxhaven)                                                   | /                                                            |
| inverno 1966 - 1986         | Black Watch | Fred. Olsen Cruise Lines | Crociere tra Londra, le Canarie e Madera                                                                                   | /                                                            |
| estate 1982 - 1986          | Jupiter     | Noleggiata a DFDS        | Bergen - Newcastle, Göteborg - Esbjerg - Newcastle                                                                         | 28 maggio 1984: ferma un mese dopo incendio in sala macchine |
| estate 1986 - 1990          | Jupiter     | Norway Line              | Bergen - Stavanger - Newcastle                                                                                             | /                                                            |
| inverno 1986 - 1990         | Jupiter     | Norway Line              | '86/'87: nave hotel a Kristiansand; '88/'89 e '89/'90: crociere tra Londra e le Isole Canarie                              | /                                                            |
| aprile - ottobre 1990       | Jupiter     | Color Line               | Bergen - Stavanger - Esbjerg - Amsterdam                                                                                   | /                                                            |
| 1990 - 1999                 | Crown M     | Marlines                 | 1991 - 1993: Ancona - Patrasso - Heraklion - (Rodi) - (Cipro); 1994 - 1997: Bari (Ancona) - Igoumenitsa - Corfù - Patrasso | Dal 1997 disarmata alla baia di Eleusi                       |
| 1999 - 2005                 | Byblos      | Marlines                 | Disarmata alla baia di Eleusi                                                                                              | /                                                            |
| novembre 2005 - luglio 2008 | Crown       | Marlines (?)             | Disarmata a Dubai per fare da alloggio ai lavoratori del progetto Palm Jumeirah                                            | /                                                            |

## Navi gemelle
- Ola Esmeralda (già Venus, Black Prince)